# Thamnophis proximus
Thamnophis proximus е вид змия от семейство Смокообразни (Colubridae).

## Разпространение
Видът е разпространен в Белиз, Гватемала, Коста Рика, Мексико, Никарагуа, Салвадор, САЩ и Хондурас.